# کراشنینیکوف (آتشفشان)
کراشنینیکوف (روسی: Крашенинников) مجموعه‌ای از دو آتشفشان چینه‌ای است که درون یک کاسه آتشفشانی در ساحل شرقی شبه‌جزیره کامچاتکا در روسیه قرار دارند. این آتشفشان‌ها در ذخیره‌گاه طبیعی کرونوتسکی در ساحل جنوبی دریاچه کرونوتسکوی واقع شده و به نام استپان کراشنینیکوف کاوشگر روس نام‌گذاری شده‌اند.

## نگارخانه

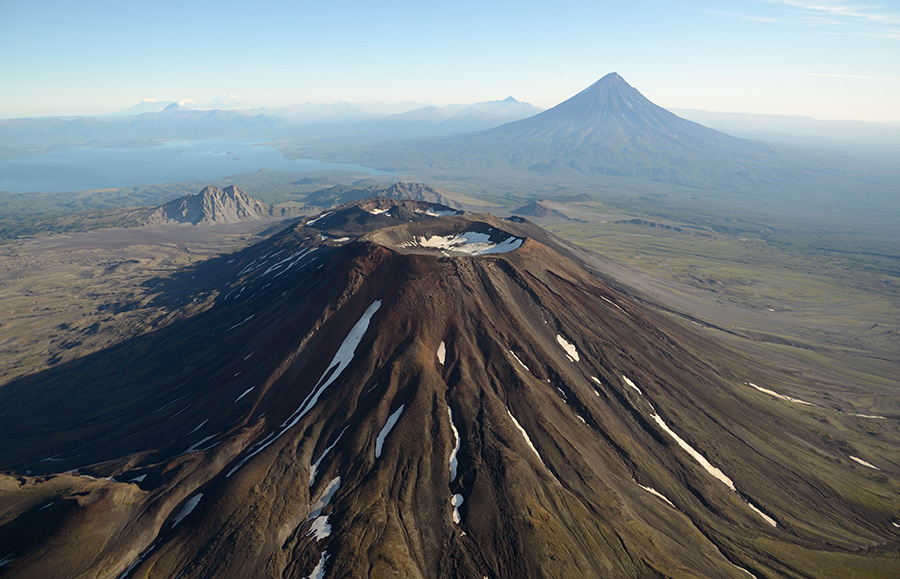
آتشفشان کراشنینیکوف به همراه دریاچه کرونوتسکوی و آتشفشان کرونوتسکی در پس‌زمینه